# Камабоко
Камабоко (яп. 蒲鉾) — традиционное блюдо японской кухни, приготовляемое из сурими («пюре» из рыбы с белым мясом), посредством добавления особых добавок и формирования «лепёшек», которые затем готовятся на пару до затвердевания. Подаётся нарезанным и ненагретым (или же охлаждённым) вместе с различными соусами, либо нарезанными в составе различных блюд, например удона. Как правило продаются в цилиндрической форме, батончиками.
Камабоко изготовляется в Японии начиная с XIV века н. э. Также есть разновидности, например: каникама (сокращённо от кани-камабоко, крабовый камобоко), широко известные в России как крабовые палочки, и тикама (совмещение тидзу (яп. チーズ, от англ. cheese, сыр) и камабоко), которые часто продаются в Японии как готовые закуски.

## День камабоко
Японская организация камабоко в 1983 году объявила 15 ноября «Днём Камабоко».

## Камабоко за пределами Японии

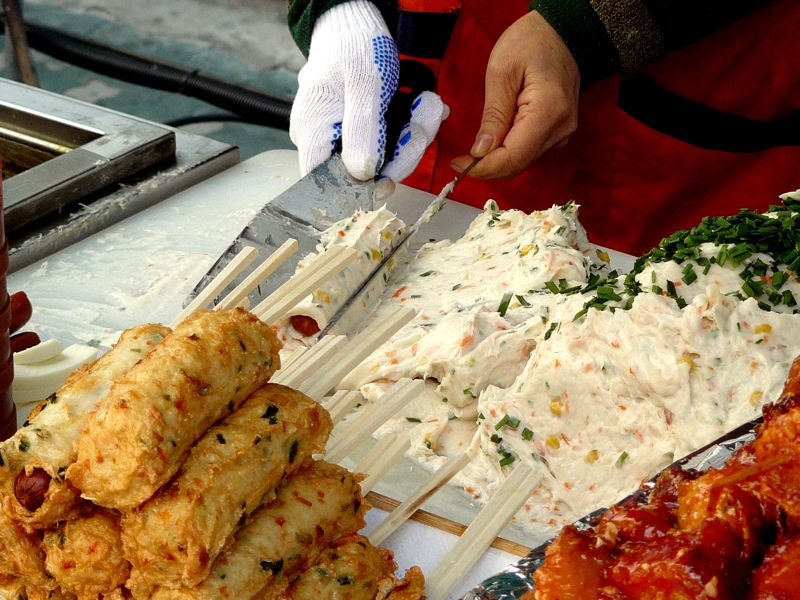
Омугба (어묵바) — популярное южнокорейское блюдо на основе камабоко

### Гавайи
На Гавайях красное камабоко легко доступно в магазинах. Зачастую его называют fish cake.

### Южная Корея
В Южной Корее камабоко называют омук (어묵) или оден (오뎅), заимствованное слово, от названия японского блюда одэн, которое часто включает в себя камабоко.
Омук часто готовится на вертеле в бульоне и продается на улицах, иногда вместе с омуком покупателю дают бульон в бумажных стаканчиках. Распространенная закуска под алкогольные напитки, особенно соджу.

### Китай
Аналогом камабоко является юйвань.